# Chronopost
Chronopost est une société spécialisée dans la livraison express de colis aux entreprises et aux particuliers. Filiale de Geopost, une branche du groupe La Poste, réseau international de livraison de colis, numéro deux en Europe, l’entreprise emploie plus de 3 900 employés pour livrer des colis en France. L’entreprise est présente sur les marchés entreprise-à-entreprise, entreprise-à-particulier et particulier-à-particulier.

## Histoire
En 1985, le Groupe La Poste crée Chronopost pour répondre à un besoin de transport rapide du marché français et à la présence de plus en plus forte des distributeurs américains. La société s’appelait à sa création SFMI (Société Française de Messagerie Internationale), et elle a changé de nom en 1992 pour s'appeler Chronopost. C'est la filiale de la Poste et du groupe TAT. 
En 1987, Chronopost met en service son système informatisé de suivi des envois, accessible par Minitel.[réf. nécessaire]
En 1991, Chronopost s’implante dans les DOM. En 1992, l'entreprise ouvre le hub de Paris-Charles-de-Gaulle en appui des activités nationales et internationales pour le transport aérien et routier.
En 1998, l’entreprise devient Chronopost International et ouvre 13 filiales à l'étranger. Dès 2006, elle dessert 230 pays.
En 2004, l’entreprise ouvre son espace logistique urbain à Paris-Concorde.
En 2008, Chronopost inaugure son hub de Chilly-Mazarin.
En 2016, Chronopost annonce sa prise de participation, à hauteur de 60 %, dans l’entreprise Calédonie Express. 
En 2017, Chronopost lance la livraison le dimanche en Île-de-France et dans 14 villes en France (Nice, Marseille, Toulouse, Bordeaux, Montpellier, Grenoble, Nantes, Reims, Lille, Strasbourg, Lyon, Toulon et Aix-en-Provence). 
En 2018, Chronopost noue un partenariat avec la société de transport et de logistique japonaise Yamato Holdings Co., Ltd pour le transport frigorifique de produits frais et surgelés entre la France et le Japon. L'entreprise signe également un accord commercial avec le logisticien chinois SF Express visant à améliorer la qualité de service et le temps de transit de la France vers la Chine.
Dans le même temps, l’entreprise annonce le rachat du Groupe ALP et ses filiales Delifresh, Freshlog et 360° services lui permettant de poursuivre son développement dans le domaine du transport sous température dirigée.
En 2019, l'entreprise annonce la livraison de l’intégralité de la ville de Paris en véhicules propres. Il présente également le Chrono City situé rue Lecourbe.

## Organisation
Au niveau national, Chronopost, comme l'ensemble du réseau de Geopost, utilise les services de la maison-mère La Poste ainsi que de micro-entrepreneurs.
À l’international, Chronopost s’appuie sur le réseau de Geopost, dont elle est partie, dans les pays européens, mais aussi sur des partenaires internationaux,.

## Identité visuelle (logo)

Logo de Chronopost de 1997 à 2015.
Logo de Chronopost depuis mars 2015.

## Controverses
- 2024 : Un livreur du département Gironde est accusé de vol massif de colis, pour un montant de 95 000 €[15]
- 2019 : Manifestation syndicale contre l'exploitation d'ouvriers sans papiers à Créteil - Val-de-Marne[16].

- 2019 : Livreur accusés du vol de smartphones pour une valeur estimée a 500 000 €[17].
- 1996 : Arrêt "Chronopost" rendu par la chambre commerciale de la Cour de cassation faisant jurisprudence du droit des contrats. Est reconnue comme "manquant à une obligation essentielle"[18], la clause limitant la responsabilité de la société Chronopost dans ses retards de livraison. La jurisprudence est codifiée en 2016 par l'article 1170 nouveau du code civil[19] : "Toute clause qui prive de sa substance l'obligation essentielle du débiteur est réputée non écrite".